# Tammiku (Lääne-Nigula)
Koordinaten: 58° 48′ N, 23° 51′ O
Tammiku ist ein Dorf (estnisch küla) in der Landgemeinde Lääne-Nigula (bis 2017: Landgemeinde Martna) im Kreis Lääne in Estland.
Der Ort hat zwölf Einwohner (Stand 31. Dezember 2011).